# Княжевска гора
Княжевската гора (също Княжевска борова гора) е държавен парк в София, намиращ се в квартал Княжево. Той е сред основните туристически връзки на София с Природен парк „Витоша“.

## Създаване и стопанисване
Територията на парк Княжевска борова гора, според класификацията на Велчев, Ганчев, Бондев /1982 г./, попада във височинния пояс на мезофилните и ксеромезофилни дъбово-габърови гори, разположени от 650 до 800 м н.в. По отношение на горско-растителното райониране попада в Мизийската горскорастителна област, Краищенско-Ихтиманската подобласт, Средния планински пояс на горите от бук и иглолистни, подпояса на нископланинските гори от горун, бук и ела /600 – 1000 м н.в./
Създаден е от горския инспектор Стефан Дончев през 1881 г. по идея на кмета на София Иван Хаджиенов (предприемач и впоследствие собственик на спиртната фабрика в Княжево), с площ от няколко десетки декара и предназначен основно да обслужва нуждите за залесяване на столицата София и планина Витоша.
Отглеждани са дървесните видове: смърч, бял бор, черен бор, дуглазка, лигуструм, канадска топола, пържевалска топола, германска топола, владайска топола, пирамидална топола, клек, бреза, акация, ясен.
През 1919 г. със заповед №125 софийският лесничей назначава първия пожарникар в гората.
От 1933 г. преминава на двойно подчинение, включващо управлението на парк Витоша, като остава извън границите му. На територията на разсадника през 1937 г. е построено първото училище в България за деца със специални образователни потребности (умствени увреждания) IV помощно (старо 26-о училище), като границите на училищния двор са променени през 2011 година съобразно проект одобрен от УАГ-София и финансиран от ЕС.
През 1948 година с решение на Министерския съвет 1100 декара се предоставят за ползване на членове от Съюза на активните борци против фашизма и капитализма, като разсадникът се редуцира до три по-малки с обща площ от около 30 декара и площ на парка, определена с решение на Министерския съвет от 910 декара. През територията на гората е изграден новият Беловодски път, който съществува и до днес и свързва София с Бялата вода и Златните мостове. Другият път, който пресича гората, е Панорамен път (ул. „проф. Николай Державин“), свързващ Княжево и Бояна, последно ремонтиран през 2010 година, като стойността на ремонта е 1 700 000 лева с площ 13635 m². Ремонтът включва премахване на паважната настилка, изграждане на нова асфалтова настилка, отводняване и осветление.
До 1954 година в административната сграда на единия разсадник се е намирало управлението на Народен парк „Витоша“.
Има изготвени 3 паркоустройствени плана от момента на обявяването и за парк, като последният към 2012 г. е изработен от ИПП „Агролеспроект“ по искане на „Озеленяване“ ЕАД въз основа на договор от 22 юни 1999 година.
На територията на парка се намират 3 каптажа с изворна вода, 58 пейки с гранитна основа, гранитни стълби, 12 „витошки“ пейки и 2000 метра отводнени алеи. Изработеният паркоустройствен план включва още дървени беседки, осветление, тоалетна и дървени мостове, някои от които липсват днес.
През 1998 година Столичната община изгражда и 2 обособени места с детски съоръжения за игра, катерушки, пързалки и др.
За последен път част от парка е обновена през 2012 г., като са възстановени дървени мостове, кошчета за отпадъци, пейки. През 2011 година са възстановени около 30 пейки.
Част от Княжевската борова гора е включена за първи път в градоустройствения план на София през 1961 г.
В последните години паркът се застроява.

## Геоложки строеж и геоморфоложко развитие
През Княжевска борова гора минава северната граница на Витоша планина, като следва хоризонтала 800 м н.в. Склонът, който заема обекта, е част от Северния /Каменделски/ дял – Княжевска част на Витоша.
Като морфоструктура и част от Средногорието и Задбалканските котловини, представлява част от Балканидите, Завалско-Планската планинска редица. Чертите на Средногорието се оформят в края на мезозоя, през късната креда. През терциера и кватернера се оформя морфохидрографията, а в котловините се отлагат седименти. Основните скали на северните склонове на Витоша са сенонски андезити и кватернерни наслаги – чакъли, пясъци, глини. Постилащите скали са андезито-базалтови и базалтови-агломератови и пепелни горнокредитни туфи.
Релефът е еднообразен – склон с предимно северна и рядко североизточна и северозападна компонента. Всички изложения са сенчести. Преобладават наклонените терени. Незначителна е площта на подотделите с полегат и стръмен наклон. Надморската височина е в границите от 650 до 900 м н.в. В западната част обекта се пресича от дол Раковец, който е с постоянно течаща вода.

## Климат
В климатично отношение, обектът попада в Умереноконтиненталната климатична област. За формирането на климата основно влияние оказват не само характера и вида на преобладаващите въздушни маси, но и Витоша и Софийската котловина. Тези особености влияят върху трансформациите на въздушните маси, а от там и на количествените и качествени показатели на климатичните елементи.
Годишният ход на температурата е с минимум през януари и максимум през август. Температурните инверсии са често явление в Софийската котловина. Често през зимното полугодие се образуват мъгли. Относителната влажност на въздуха варира от 60 до 80%. Най-ниските стойности са през август, а най-високите през декември или ноември. Валежните суми са с минимум през зимата и максимум през лятото. Вегетационният период е 6 месеца и съвпада с устойчивото задържане на температурите над 10 С.

## Почви и почвени процеси
Княжевската борова гора се намира на границата между Южно българската ксеротермална и Планинската почвена зона.
Почвите в района са представени от двата основни подтипа на кафявите горски почви – кафява горска тъмна и кафява горска преходна.
В морфологично отношение кафявите горски почви се характеризират с пълен почвен профил /А, В, С/.
Мъртвата горска постилка има твърде разнообразна мощност от 3 до 10 см. Хумусно-акумулативният хоризонт /А/ е маломощен 5 – 25 см./ рядко до 30 см / и има тъмнокафяв цвят.
Илувиалният хоризонт /В/ е често твърде мощен, като стига до 80 – 100 см. Най-често той е неуплътнен, с ореховидна структура. На цвят е от светло-до сиво- или жълто-кафяв.
Хоризонт /С/ при тези почви се състои от скален рохляк.
Кафявите горски почви са с лек механичен състав. Отличават се със значителна скелетност, като количеството на скелета от горе надолу се увеличава. Количеството на илестата фракция се увеличава обикновено от долу нагоре и се движи между 1 – 3% при силно скелетните и 10 – 20% при по-слабо скелетните почви.
Хумусното състояние е разнообразно, но се смята, че то е ниско. То в диференцирано пи хоризонти, като за А-хоризонт при тъмнокафявия подтип се движи между 5 и 10%, като в някои случаи достига 15 – 20%, а в хоризонт В бързо намалява на 1 – 2%. При преходния подтип тези проценти са по-ниски и в двата хоризонта.
Азотното състояние е сравнително високо в хумусния хоризонт, където се движи между 0,15 и 0,30%, а доста по-ниско в по-долните хоризонти. Почвите са бедни на фосфорни окиси. Реакцията на почвата е кисела до неутрална, рН се движи между 4,6 и 7,2.
Кафявите горски тъмни почви са по-продуктивни от кафявите горски преходни почви.
В границите на парка преобладават значително почвите от преходния подтип, като тези от тъмния подтип заемат само 4% от площта. Средно дълбоките почви са 95,1%, следвани от дълбоките почви – 4,2%, които са от тъмния подтип и само 0,7% е дялът на плитките почви.

## Защитени видове
Паркът е местообитание (хабитат) на черен кълвач (Dryocopus martius). На територията му съществува и група вековни дървета от вида зимен дъб (Quercus petraea), включени в Държавния регистър за вековните дървета. Днес преобладаваща дървесна растителност е белият бор, откъдето носи и името „Княжевска борова гора“, среща се и черен бор, зимен дъб, летен дъб, планински ясен и цер.